# Fatback Band
Fatback Band (más tarde, conocidos sencillamente como Fatback) es un grupo estadounidense funk y de música disco que fue popular en las décadas de 1970 y 1980. Fatback Band es conocido sobre todo por sus éxitos R&B, "(Do the) Spanish Hustle", "I Like Girls", "Gotta Get My Hands on Some (Money)", "Backstrokin'" y "I Found Lovin". Se considera que su sencillo de 1979 "King Tim III (Personality Jock)" es el primer single de hip hop que salió a la venta.

## Historia
El grupo surge en la ciudad de Nueva York en 1970. Fatback Band fue idea de Bill Curtis, un batería consolidado, quien quiso fusionar el ritmo "fatback" de jazz del estilo de Nueva Orleans con una banda de funk. Además de Curtis, la alineación inicial de la banda incluyó al guitarrista Johnny King, el bajista Johnny Flippin, el trompetista George Williams, el saxofonista Earl Shelton, el flautista George Adams y Gerry Thomas en los teclados. La banda se especializó en tocar lo que se llamaba "street funk" o funk de la calle. El grupo también incluyó más tarde a Wayne Woolford con la conga, a las vocalistas Jayne y Gerry, a Fred Demerey (saxofonista de Deborah Cooper), al guitarrista Louis Wright y a George Victory.
Fatback Band firmó con la discográfica Perception Records y obtuvo un éxito en el verano con su sencillo "Street Dance". El sencillo alcanzó el Top 30 en la lista Billboard R&B, pero no logró entrar en la lista de música pop, un hecho que se repetiría a lo largo de la carrera musical del grupo. La banda lanzó los álbumes Let's Do It Again, People Music y Feel My Soul antes de firmar con otra discográfica, Event Records, en 1974.
A mediados de los años 70, el grupo incorporó elementos de jazz y se acercó al estilo de la música disco con canciones como "Keep On Steppin'", "Yum, Yum (Give Me Some)" y "(Are You Ready) Do The Bus Stop. Estos singles fueron populares en las discotecas, pero no lograron tanto éxito en las listas de R&B hasta la primavera de 1976 cuando "(Do The) Spanish Hustle" se acercó al Top 10 de la lista.
Entonces se pasan al sello Spring/Polydor y el grupo continúa con singles como "Party Time", "The Booty-hole" y "Double Dutch". A finales de 1977 el grupo cambia el nombre por Fatback. Y en 1978 consigue su primer single en el Top 10 con "I Like Girls". La canción "King Tim III (Personality Jock)" se considera a menudo el primer single de rap, al haber sido lanzado una semana antes que la canción "Rapper's Delight" del grupo The Sugarhill Gang.
En 1980, Fatback tuvo dos de sus mayores éxitos con "Gotta Get My Hands On Some (Money)" y "Backstrokin'". También entraron en las listas de éxitos las canciones "Take It Any Way You Want It", "I Found Lovin'" y "Spread Love", con la cantante Evelyn Thomas, en 1985. Aunque no lograban entrar en la lista de éxitos de música pop en Estados Unidos, el grupo sí logró entrar varias veces en la lista de singles más vendidos en el Reino Unido, incluyendo dos Top 10 con las canciones "(Do The) Spanish Hustle" and "I Found Lovin'"; la última también fue versionada por el DJ británico Steve Walsh, y su versión logró entrar en el Top 10 al mismo tiempo que la versión original.
El teclista Gerry Thomas era simultáneamente un miembro de la banda The Jimmy Castor Bunch, así que la banda decidió quedarse cerca del área de Nueva York en vez de salir de gira más lejos. Tuvieron éxito en América del Sur, especialmente en Brasil (con "Money", y "Backstrokin'"). En 2019 Fatback Band actuó en varios festivales y conciertos múltiples en Londres y otras ciudades en Inglaterra. Su tour de 2020 tuvo que cancelarse por culpa de la pandemia del Covid 19. Tienen un álbum nuevo anunciado para 2021 y planes para actuar en directo en julio de 2021.

## Miembros de banda

### Actual
- Bill "Fatback" Curtis – Percusiones/batería (1970–presente)
- Xavier Zack Guinn – Bajo, voz (2015-presente)
- Ledjerick Todd Bosque – Trompeta (2002–presente)
- Darryl McAllister – Guitarra, voz (2005-presente)
- Isabella Dunn Gordon – Voz
- Montreal Parker – Batería
- Marell Glenn, Teclados (2018-presente)

### Pasado
- Billy Hamilton – órgano, teclado (1970–1972)
- Earl Shelton – saxófono (1970–1979)
- Johnny King – guitarra, voz (1970–1979)
- Johnny Flippen – bajos, percusión, voz (1971–1983)
- Gerry Thomas – teclado (1971–1985)
- George Adams – flauta (1972–1974)
- Wayne Wilford – percusión (1973)
- Fred Demery – saxófono (1977, 1979–1981)
- Louis Wright – guitarra (1976–1977)
- George Victoria – guitarra (1977, 1979–1981, 1983)
- Deborah Cooper – coros (1977–1979)
- Michael Walker – teclado, voz (1981, 1983)
- Robert más Húmedo – teclado (1983–1987)
- Linda Blakely (d.1994) – voz (1982–1987)[6]

## Discografía

### Álbumes
- Let's Do It Again (1972)
- People Music (1973)
- Feel My Soul (1974)
- Keep On Steppin' (1974)
- Yum Yum (1975)
- Raising Hell (1975) UK#19, US#158, AUS#35
- Night Fever (1976) US#182, AUS#81
- NYCNYUSA (1977) AUS#91
- Man with the Band (1977)
- Fired Up 'N' Kickin' (1978) US#73
- Brite Lites/Big City (1979)
- Fatback XII (1979) US#89
- Hot Box (1980) US#44
- 14 Karat (1980) US#91
- Tasty Jam (1981) US#102
- Gigolo (1981) US#148
- On the Floor with Fatback (1982)
- With Love (1983)
- Is This the Future? (1983)
- Phoenix (1984)
- So Delicious (1985)
- Live (1987) UK#80
- Tonight's an All-Nite Party (1988)
- Remixed (2003)